# NGC 3110
NGC 3110 este o galaxie spirală situată în constelația Sextantul. A fost descoperită în 5 martie 1785 de către William Herschel. Se află la o distanță de 72,4 de megaparseci de Pământ.